# Esperance (Nova York)
Esperance és una població dels Estats Units a l'estat de Nova York. Segons el cens del 2000 tenia 380 habitants.

## Demografia
Segons el cens del 2000, Esperance tenia 380 habitants, 149 habitatges, i 106 famílies. La densitat de població era de 293,4 habitants/km².
Dels 149 habitatges en un 34,9% hi vivien nens de menys de 18 anys, en un 56,4% hi vivien parelles casades, en un 11,4% dones solteres, i en un 28,2% no eren unitats familiars. En el 21,5% dels habitatges hi vivien persones soles el 8,1% de les quals corresponia a persones de 65 anys o més que vivien soles. El nombre mitjà de persones vivint en cada habitatge era de 2,55 i el nombre mitjà de persones que vivien en cada família era de 3.
Per edats la població es repartia de la següent manera: un 24,5% tenia menys de 18 anys, un 7,1% entre 18 i 24, un 30,3% entre 25 i 44, un 25% de 45 a 60 i un 13,2% 65 anys o més.
L'edat mediana era de 40 anys. Per cada 100 dones de 18 o més anys hi havia 92,6 homes.
La renda mediana per habitatge era de 46.875 $ i la renda mediana per família de 49.375 $. Els homes tenien una renda mediana de 37.000 $ mentre que les dones 26.042 $. La renda per capita de la població era de 17.985 $. Entorn del 3,7% de les famílies i el 3,9% de la població estaven per davall del llindar de pobresa.